# 이묘묵
이묘묵(李卯默, 일본식 이름: 李宮卯默리노미야 보모쿠, 1902년 12월 9일 ~ 1957년 2월 27일)은 일제강점기의 교육인으로, 본관은 전주이며 평안남도 중화군 상원면 출신이다. 해방 정국에서 한민당 창당과 군정청 사령관 하지의 한국인 비서 등을 지냈고, 대한민국 건국 후에는 외교관, 정치인으로 활동했다.

## 생애

### 일제 강점기
평안남도 중화군의 전주 이씨 가문에서 태어났다. 평양의 광성학교(光成學校)를 1915년에, 연희전문학교 문과를 1922년에 졸업하고 잠시 공주영명학교 교사로 재직했다. 이후 1923년 7월 출국, 미국에 유학하여 1925년 오하이오주 마운트 유니온 대학교를 졸업했다.
시라큐스 대학교에서 석사학위를 받았으며, 하버드대학 대학원에 진학, 1930년 하버드 대학교 대학원을 수료하고 1931년에 보스턴 대학교에서 철학박사 학위를 받았다. 1934년까지 미국에 머무르며 시라큐스대학에서 사학을 강의하였고 귀국하여 1936년 대영아시아학회 한국지부 부회장에 선출되었다. 1930년대 중반 귀국한 뒤에는 연희전문학교 교수를 지내며 1944년 연희전문학교 도서관장과 학감을 겸임했다. 광복 후에는 영자신문을 창간해 초대 사장을 맡았고, 연희대학교 재단이사에도 취임했다.
1930년대 후반 수양동우회 사건에 연루되어 검거되었다가 전향서를 제출한 뒤, 수양동우회 사건 기소유예자 처분을 받기도 했다. 일제강점기 말기에 녹기연맹과 대화숙을 비롯해 여러 친일단체에 적극 가담한 행적이 있다. 연희전문학교 교장 자격으로 국민정신총동원조선연맹, 국민총력조선연맹, 조선임전보국단 등 전시체제 지원을 위해 결성된 단체에 참여했다. 이광수가 황도사상 선양을 내세우며 조직한 황도학회 발기인도 지냈다.

### 군정기

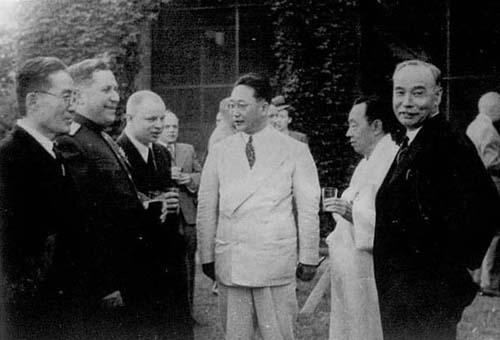
1947년 5월, 제2차 미소공위당시 사진. 오른쪽부터 여운형, 김규식, 이묘묵,말리크, 테렌티 스티코프(소련군정 사령관), 허헌

1945년 일본이 태평양 전쟁에서 패망하고 미군정이 시작되면서 미군 24군단 사령관 존 하지의 통역으로 기용되었다. 이때부터 미군정의 막후에서 실력자로 활동했다. 후에 남조선과도입법의원으로 발전하는 비상국민회의에서 평안남도 대표를 맡은 뒤 과도의원 출범을 주도하는 등 외부로 드러나는 활동 외에도, 윤치영을 이승만의 비서실장직에서 물러나게 하는 등 과도기의 주요 활동을 전담했다. 한편으로 9월 16일에 결성된 한국민주당의 창당에 참여하기도 했다.
1945년 9월 10일에 한민당을 대표한 조병옥, 윤보선 등은 미 군정장관 등을 만나 조선인민공화국은 "일본과 협력한 한인집단"에 의해 조직되었으며, 여운형은 "한인들에게 잘 알려진 부일협력 정치인"이라고 주장하였다. 바로 그날 이묘묵은 하지의 개인통역관이 되었다. 그는 명월관에서 미군정 관리들에게 여운형, 안재홍이 잘 알려진 친일파이며 인공은 공산주의적 경향이 있다고 발언했으며, 이러한 발언은 미군정의 상당한 신임을 받았다. 이후 이묘묵은 존 하지 군정청 사령장관의 한국인 비서를 지내기도 했다.
하지와 미군정이 건국준비위원회의 여운형 계열에 대하여 부정적인 시각을 갖게 된 것이나, 이로 인해 결국 좌우합작을 요구하는 만만치 않은 목소리가 묵살되고 단독정부 수립으로 이어진 것, 경찰계에서 조병옥, 장택상, 최경진 등이 득세한 것도 이묘묵의 영향력과 관련이 있다는 설이 떠돌았을 정도로 이 시기에 중대한 역할을 했다.
9월 19일 최규남, 조의설, 김윤경 등과 미 군정청 재무국장을 만나, 연희전문학교를 미 육군병원 또는 법관양성소로 사용하려는 것을 강력하게 반대하고, 학교를 바로 접수하여 연희학교의 정상적인 운영을 할 수 있도록 교섭하였다. 1945년 10월 이승만이 귀국하자 돈암장을 자주 찾았다.
1945년 조선농구협회가 부활되자 이묘묵은 농구협회 초대회장에 선출되었다. 1947년 연희대학후원회 부이사장, 재단법인 흥한재단 전무이사, 대한체육회 올림픽위원을 맡았으며, 이듬해 서울수렵회 초대회장과 국제사정연구회 부이사장 등을 지냈다.
1946년 6월 29일 민족통일총본부 협의원에 지명됐다.

### 단정 수립 직전
단독정부 수립이 불가피해지자 그는 단정 수립을 지지했다 1948년 6월 제2정당 조직설이 났으나 본인은 이 사실을 부정했다.

### 제1공화국
미군정 지역에 제1공화국이 단독 수립될 무렵을 전후하여 연희대학후원회 부이사장, 재단법인 흥한재단 전무이사, 대한체육회 올림픽위원, 서울수렵회 초대회장과 국제사정연구회 부이사장, 대한농구협회 회장 등의 직함을 맡았다.
1949년에는 UN한국협회 이사장과 UN한국위원단 사무관을 역임했고, 8월 20일 민족진영강화위원회 사무총장에 선출되었고, 1951년부터 주영국 특명전권공사로 런던에 파견되었다. 1951년 프랑스 파리에서 열린 제6차 국제 연합 총회에 한국대표단으로서 장면(단장), 임병직, 장택상,  전규홍, 안연생과 함께 참석하였다. 1952년 영국 왕 조지6세 장례식에 대한민국 대통령 특사로 조문하였다. 1953년 5월 엘리자베스2세 여왕 대관식에 신익희(申翼熙) 등과 한국대표로 참석하여,  특히 신익희 국회의장을 수석으로 하는 한국의 사절단과 함께 처칠수상을 비롯한 16개 참전국 정상들과 괄목할 외교성과를 거두었다.
1949년 6월 초 옥중에 수감된 최능진의 석방을 위해 노력하였으나 실패하였다. 영국에 체류하며 주(駐)영국 대사와 겸 스칸디나비아 대사로 근무하던 중 1957년 2월 8일 덴마크에서 내외분이 어디를 가다가 코펜하겐에서 택시와 충돌하였으나 경상에 그쳤다. 주영 공사로 재직 중에 영국에서 사망했다.

## 사후
2008년 민족문제연구소에서 친일인명사전에 수록하기 위해 정리한 친일인명사전 수록예정자 명단 중 교육/학술 부문에 선정되었다. 연세대학교 교내 단체인 민주노동당 학생위원회가 2005년 발표한 '연세대학교 친일파 명단'과 친일반민족행위진상규명위원회가 발표한 친일반민족행위 705인 명단에도 포함되었다.

## 같이 보기
- 대화숙
- 조선임전보국단
- 미군정

## 참고 자료
- 이묘묵(李卯默) - 한국학중앙연구원
- 친일인명사전편찬위원회 (2004년 12월 27일). 《일제협력단체사전 - 국내 중앙편》. 서울: 민족문제연구소. 266,301,347,374,376,389쪽쪽. ISBN 89-953307-2-4.

| 전임 (초대) | 제1·2·3대 조선농구협회 회장 1945년 12월 19일 ~ 1952년 2월 7일 | 후임 임봉순 |